# Moucherolle querelleur
Machetornis rixosa
Genre
Espèce
Statut de conservation UICN

 LC  : Préoccupation mineure
Le Moucherolle querelleur (Machetornis rixosa), également appelé Tyran querelleur, est une espèce de passereaux de la famille des Tyrannidae. C'est la seule espèce du genre Machetornis.

## Habitat
Ses habitats naturels sont les pâturages et les forêts anciennes fortement dégradées. En raison de la déforestation, l'espèce a récemment colonisé des régions où elle était auparavant absente, comme le nord de l'Équateur.

## Alimentation
Il se nourrit notamment d'arthropodes qui parasitent les mammifères, un exemple de mutualisme.

## Sous-espèces
Selon Alan P. Peterson, cet oiseau est représenté par trois sous-espèces :
- M. r. flavigularis Todd, 1912 : est du Panama, nord de la Colombie et du Venezuela
- M. r. obscurodorsalis Phelps & Phelps Jr, 1948 : est de la Colombia, de l'Équateur et sud-ouest du Venezuela
- M. r. rixosa (Vieillot, 1819) : de l'est du Brésil à l'est de la Bolivie, Paraguay, nord de l'Argentine et Uruguay